# Dana Delany
Pour les articles homonymes, voir Delany.
Dana Welles Delany, née le 13 mars 1956 à New York, est une actrice et productrice américaine.
Elle est révélée par la série China Beach (1988-1991), sur la guerre du Viêt Nam. Ce show acclamé par la critique, lui permet de remporter deux Primetime Emmy Award de la meilleure actrice dans une série télévisée dramatique et d'être nommée pour deux Golden Globes.
Elle est réputée pour avoir joué dans un grand nombre de productions indépendantes et son sens de l'humour sarcastique.
Elle confirme avec Desperate Housewives (2007-2012), qui lui permet de renouer avec les hauteurs de la critique et lui vaut deux citations aux Screen Actors Guild Awards ainsi que le Prism Award de la meilleure actrice dans une série télévisée comique.
Très demandée dans ce milieu, sa carrière ne cesse d’évoluer, elle incarne ainsi les premiers rôles des shows Body of Proof (2011-2013) et Hand of God (2014-2017).

## Biographie

### Enfance et formation
Dana est née à New York. Son grand-père a inventé le robinet Delany. C'est la fille de Mary et Jack Delany. Elle a une sœur, Corey, et un frère, Sean. Elle est d'origine irlandaise et portugaise et a été élevée dans la religion catholique romaine,,,.
Elle sait, dès son plus jeune âge, qu'elle veut devenir actrice. Après avoir grandi dans le Connecticut, elle part étudier à la Phillips Academy, à Andover, puis à la Wesleyan University où elle se spécialise dans le théâtre et commence à se produire dans plusieurs pièces. Durant cette période, l'actrice avouera avoir traversé une période d'anorexie.
Elle retourne ensuite à New York pour développer sa carrière et commence à travailler pour la télévision et au théâtre.

### Théâtre, télévision et révélation

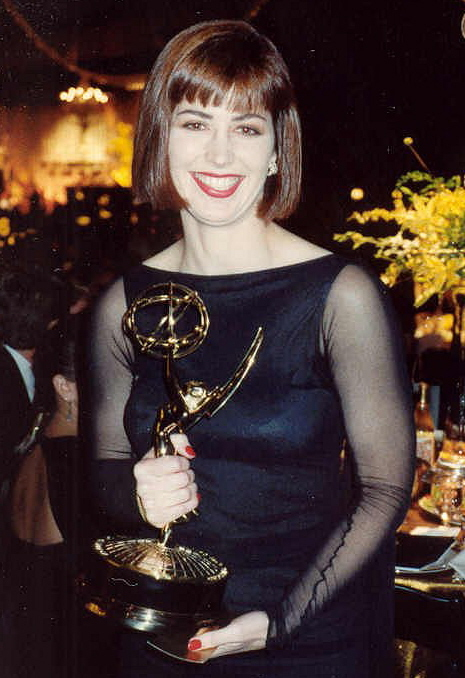
L'actrice et son premier Primetime Emmy Award, en 1989.

Elle commence par jouer dans le spectacle de Broadway, A Life et reçoit ensuite l'acclamation des critiques dans un certain nombre de productions Off-Broadway. 
Son rôle dans la pièce controversée Bloodmoon de Nicholas Kazan la mène à Hollywood.
Après plusieurs apparitions dans quelques films (Patty Hearst, Masquerade) et séries télévisées (Magnum), elle connaît son premier succès en interprétant l'un des rôles principaux de la série China Beach, série sur la guerre du Viêt Nam qui a duré quatre saisons.
L'actrice a failli ne pas obtenir le rôle à la suite d'une première audition peu fructueuse. Elle se fait aider par son ami réalisateur Paul Schrader et se représente avec succès aux producteurs. Le show est plébiscité par la critique, l'actrice attire non seulement l'attention des médias mais elle remporte deux Emmy Award de la meilleure actrice en 1989 et en 1992,.

### Cinéma, télévision et animation

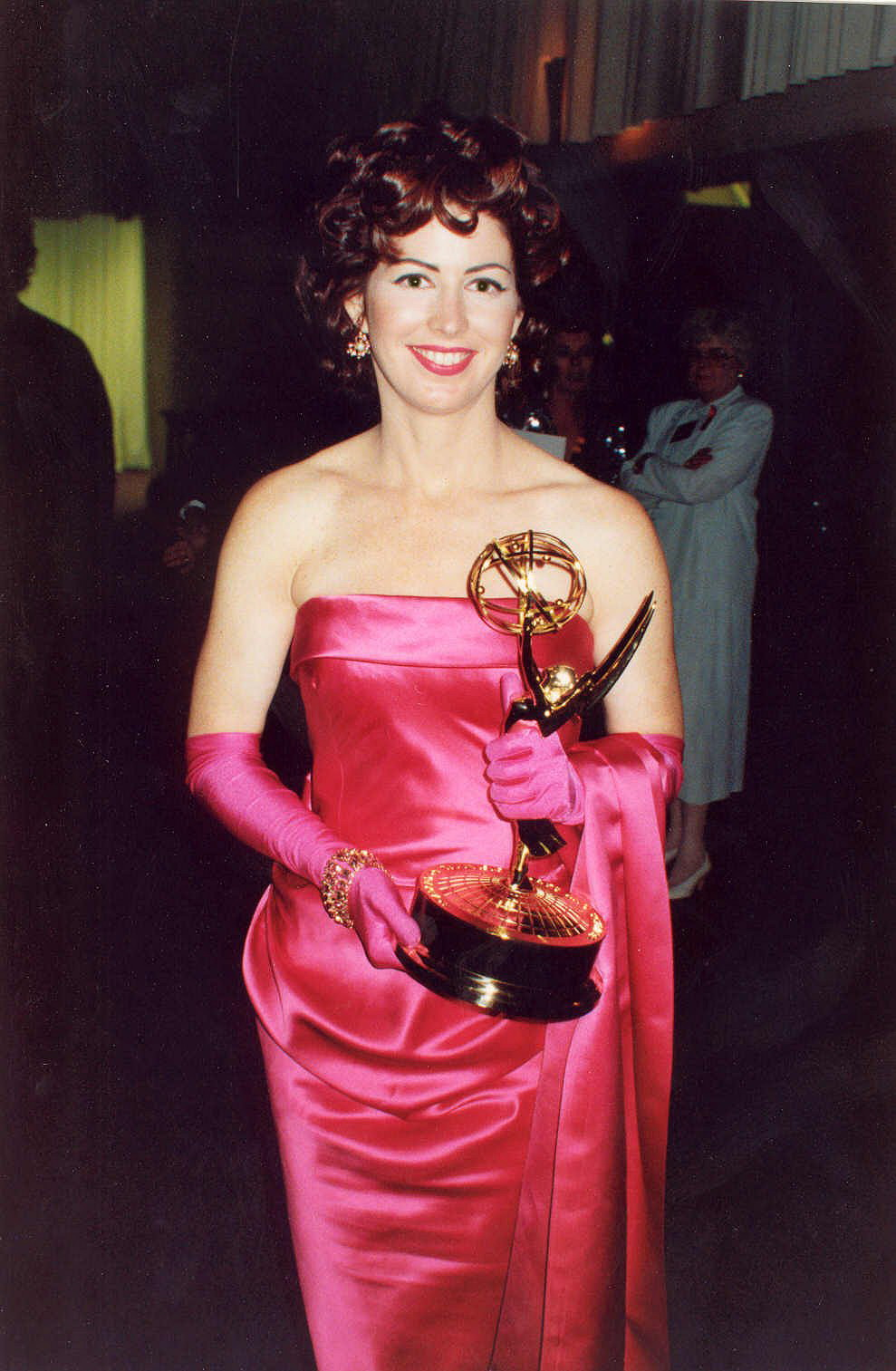
Lauréate pour la seconde fois lors des Emmy Awards 1992.

En 1991, elle est désignée par le célèbre magazine People comme l'une des 50 plus belles stars du monde. À la suite de l'arrêt de la série, Delany travaille régulièrement à la télévision, au cinéma et au théâtre. 
Elle finit par s'imposer également dans le milieu de l'animation, prêtant sa voix en 1993 à Andrea Beaumont (en) dans l'acclamé long métrage d'animation Batman : Mask of the Phantasm, film basé sur la série Batman de 1992. Elle continue de participer aux productions DC Comics, en tenant cette fois-ci le rôle de la journaliste Lois Lane dans la série d'animation Superman de 1996.
L'actrice continue d'alterner cinéma (Fais comme chez toi, avec comme partenaires Steve Martin et Goldie Hawn, le western Tombstone avec Kurt Russell, Exit to Eden de Garry Marshall, avec Dan Aykroyd et Rosie O'Donnell, L'Envolée sauvage, Éveil à la vie de M. Night Shyamalan) et télévision avec soit des téléfilms ou séries télévisées.
En 1998, elle gagne le Lone Star Film & Television Awards 1998 de la Meilleure actrice de télévision pour Sœurs de cœur. Cette même année, elle refuse le rôle de Carrie Bradshaw pour la série télévisée Sex and the City, proposé par le créateur en personne, Darren Star, après qu'il a remarqué l'actrice dans Live Nude Girls, en 1995, aux côtés de Kim Cattrall. Sa décision est guidée par les retours critiques négatifs du public qu'elle avait reçue dans un projet similaire Exit to Eden, en 1994.

### Retrait au cinéma et retour télévisuel

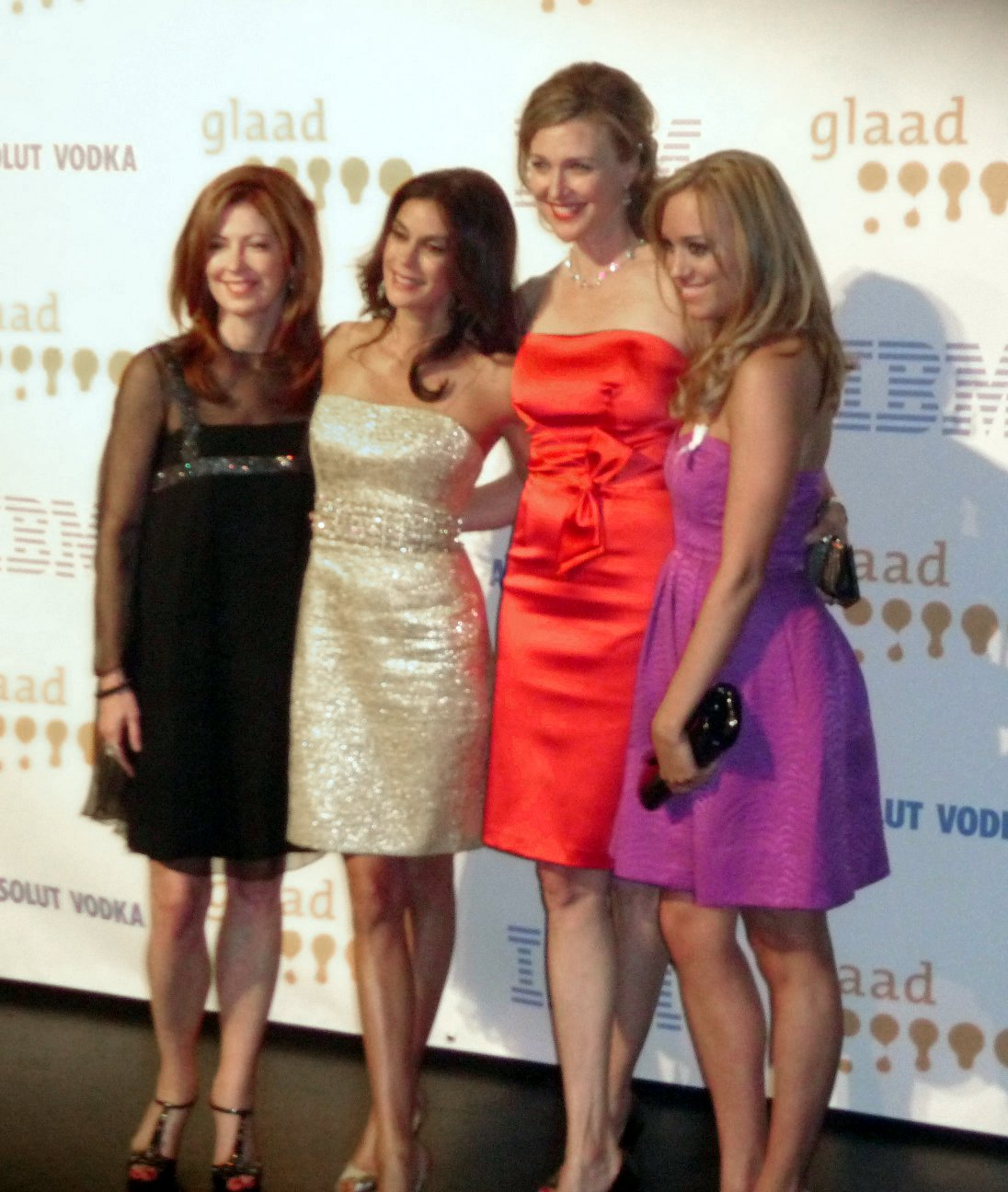
Aux GLAAD Media Awards 2008, avec Teri Hatcher, Brenda Strong et Andrea Bowen, pour la promotion de Desperate Housewives.

Mais c'est bien à la télévision que le talent de Dana Delany est mis en valeur en incarnant le rôle principal de certains téléfilms comme Au-delà des maux, Final Jeopardy, où elle est productrice exécutive et Baby for Sale.
En 2000, elle fait son retour au théâtre et joue une femme artistiquement incompétente dans la pièce Dinner With Friends. Sa performance est remarquée par la critique et séduit notamment le célèbre quotidien The New York Times. 
En 2001, elle joue une mère de famille désemparée, dans un épisode de la série télévisée Associées pour la loi qui lui permet d'obtenir une nomination pour l'Emmy Awards de la Meilleure actrice invitée dans une série télévisée dramatique.
Elle enchaîne les séries télévisées comme Pasadena (saluée par la critique), Hôpital San Francisco et Kidnapped. Mais certaines d'entre elles, dans lesquelles elle a un rôle primordial, ne rencontrent pas le succès escompté. Cependant, le jeu d'actrice de Delany n'est jamais remis en cause et l'actrice reçoit le soutien de la critique. 
En 2003, son jeu aux côtés de Billy Campbell dans la pièce de Shakespeare, Much Ado About Nothing est salué par les critiques.
Depuis, elle a fait quelques apparitions dans Boston Justice, Kojak, The L Word et Battlestar Galactica et continue de prêter sa voix pour des séries télévisées d'animation comme La Ligue des justiciers toujours pour le personnage de Lois Lane.
En 2007, elle joue dans Drunkboat avec John Goodman. Cette année-là, elle est nommée pour l'Emmy Awards du meilleur programme historique pour le documentaire dont elle est la vedette, Vietnam Nurses with Dana Delany.

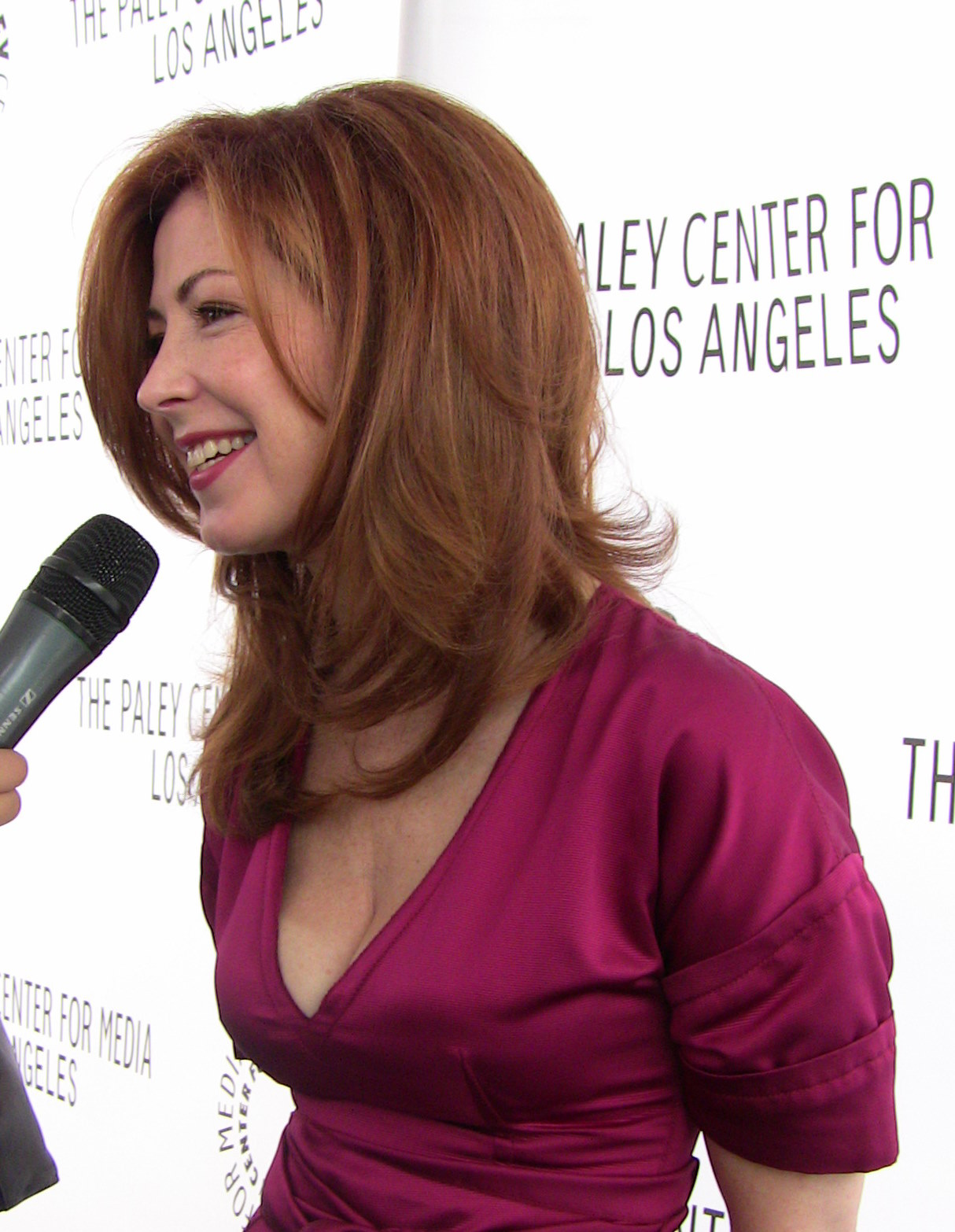
Au PaleyFest 2009.

De 2007 à 2010, elle interprète Katherine Mayfair, un personnage récurrent dans la série Desperate Housewives, alors qu'elle était pressentie pour incarner Bree Van de Kamp (finalement incarnée par Marcia Cross). Cette série qui rencontre un succès mondial lui permet de renouer avec les hauteurs de la critique et donne un nouvel élan à sa carrière. La production est nommée et récompensée a de prestigieuses cérémonies, comme les Golden Globes ou les Emmy Awards (l'équivalent des Oscars pour la télévision).
L'actrice est promue principale, à partir de la sixième saison. En 2008, Dana Delany est nommée pour le Gold Derby Awards de la meilleure actrice dans un second rôle dans une série télévisée comique et pour l'Actor de la meilleure distribution dans une série comique. L'année d'après, elle gagne le Prism Awards de la meilleure actrice.

### Confirmation et rôles réguliers

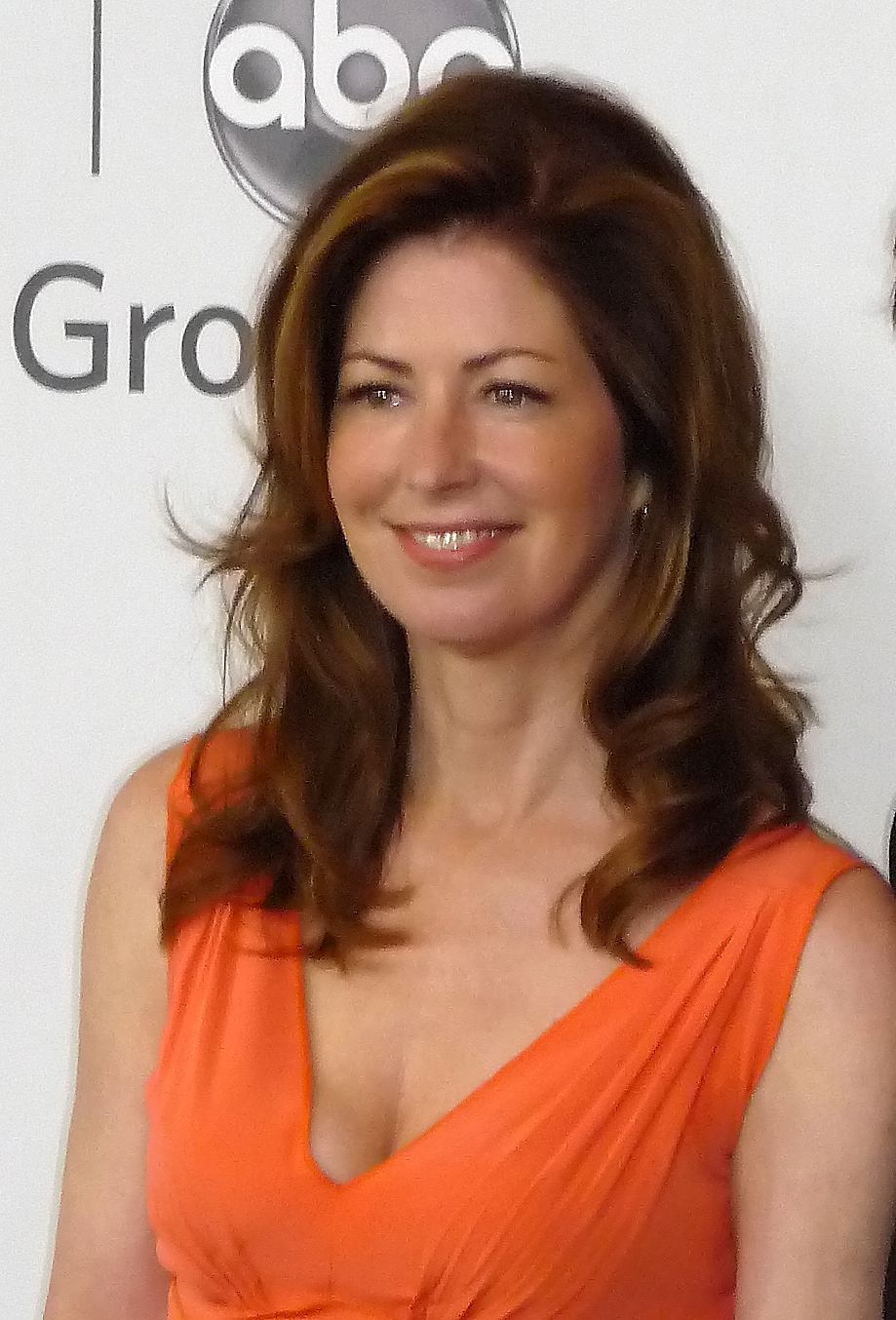
En 2010.

Son personnage, Katherine est une femme trahie par les hommes qui finira par quitter brusquement Wisteria Lane aux côtés d'une ancienne strip-teaseuse lesbienne, Robin Gallagher. Cette décision, se justifie essentiellement par l'engagement de l'actrice pour incarner le docteur Megan Hunt dans la série Body of Proof. Cependant, l'actrice réapparaît furtivement dans le tout dernier épisode de la série, en 2012.
En 2010, elle retrouve Nathan Fillion qui jouait son second mari dans Desperate Housewives, pour deux épisodes de la série policière Castle.
L'année 2011 marque le début de la diffusion de la série dont elle occupe donc le rôle-titre, Body of Proof. Elle incarne une brillante neurochirurgienne devenue médecin légiste après un accident de voiture qui lui a fait perdre sa dextérité. Son personnage est décrit comme complexe et intelligent. La série est diffusée jusqu'en 2013 et se termine à l'issue de la troisième saison, malgré des résultats honorables mais en déca des attentes de la chaîne de diffusion, ainsi qu'un accueil positif de la critique,,. Une décision regrettée par l'actrice elle-même mais qui lui permet en revanche de se consacrer à un projet en attente.

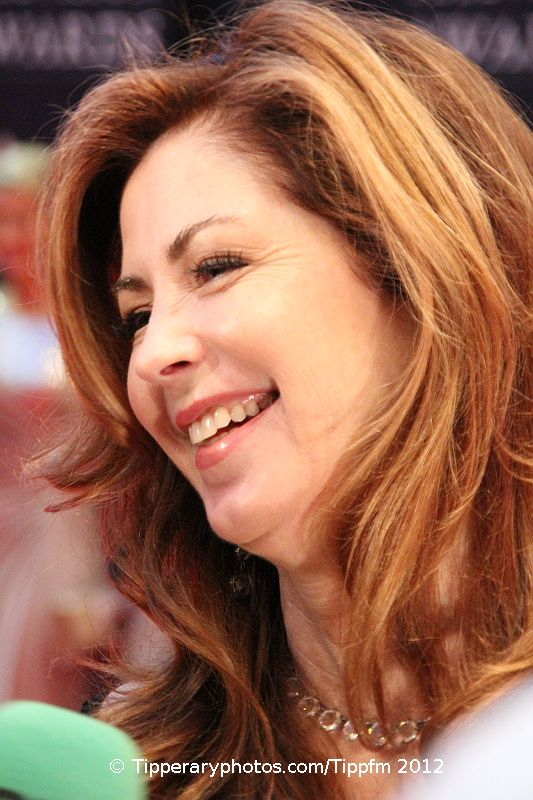
Dana Delany aux Irish Film Awards 2012.

En 2012, elle apparaît dans le film indépendant dramatique Unités d'élite avec Robert De Niro, Forest Whitaker et 50 Cent. Le film sort dans un nombre de salles limité au cinéma avant de rapidement connaître une commercialisation en DVD,.
En 2015, elle participe à un épisode de la mini-série de TF1, Une chance de trop, elle donne la réplique à Alexandra Lamy. Cette même année, elle joue un rôle récurrent dans la première et unique saison de la série nommée pour deux Primetime Emmy Awards, The Comedians avec Billy Crystal et Josh Gad dans les rôles principaux.
Entre 2014 et 2017, elle joue dans la série dramatique, Hand of God, une création de la maison de production Amazon Video. La série raconte l'histoire de Pernell Harris, un juge corrompu qui, après le suicide de son fils, devient sujet à des visions et croit entendre Dieu. Accueilli positivement par la critique, le show est nommé pour l'Image Award du meilleur réalisateur bien qu'il s'arrête après seulement deux saisons.
En 2018, elle donne la réplique à Michael Weatherly le temps d'un épisode de la saison 2 de la série Bull. L'année suivante, elle rejoint la distribution principale de la série The Code du réseau CBS. Cette série judiciaire suit les affaires des avocats du JAG. Cependant, faute d'audiences, elle est rapidement annulée. Elle accepte ensuite d'incarner Edith Roosevelt dans la mini-série The American Guest.  

## Vie privée
Dana Delany a été en couple pendant 4 ans avec l'acteur Henry Czerny.
Lors d'une interview, elle déclare être enfin prête à se marier à 50 ans, bien que cette institution ne soit pas primordiale pour elle. Elle livre également son avis sur le botox, qu'elle déconseille grandement, affirmant qu'elle n'en utiliserait plus après avoir essuyé une première injection peu fructueuse et douloureuse.
En 2011, elle arrive à la neuvième position au classement des 100 plus belles femmes, selon le magazine People. En 1988, l'actrice déclarait ne pas être très à l'aise avec son statut de « célébrité ».

### Philanthropie

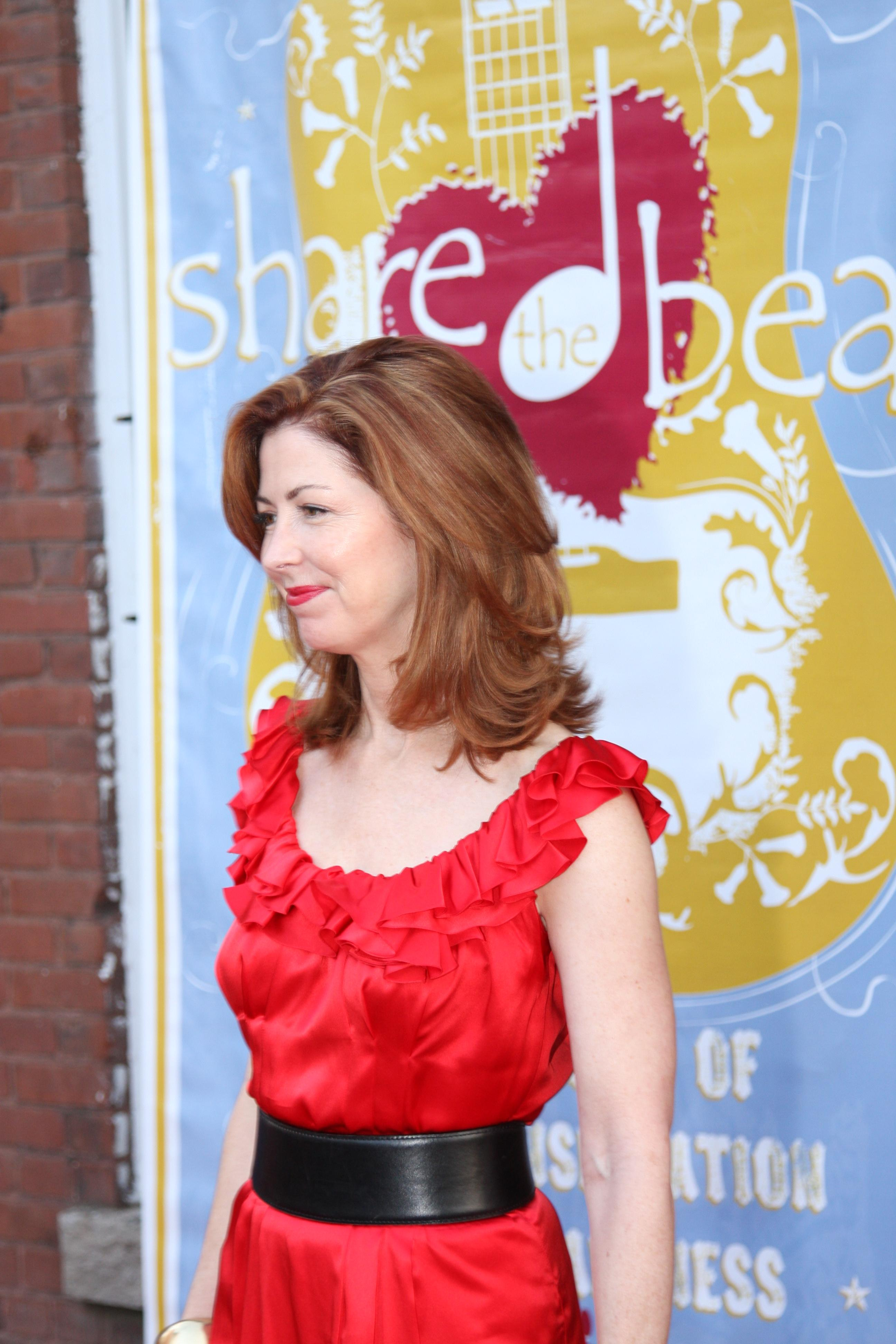
L'actrice à Atlanta, en 2008.

Depuis le milieu des années 1990, elle siège au conseil d'administration de la Scleroderma Research Foundation avec son amie Sharon Monsky qui l'a aidé à faire campagne pour trouver un remède contre la sclérodermie. 
En collaboration avec le réalisateur Bob Saget, elle met en lumière cette cause, lorsqu'elle joue dans le téléfilm Au-delà des maux (For Hope) , en 1996, basé sur la vie et la mort d'une femme atteinte de sclérodermie, une maladie rare caractérisée par l’épaississement et le durcissement de la peau. Dana Delany reste dévouée à cet engagement, et en 2001, 2006 et 2009, elle recueille des fonds pour la recherche sur cette maladie. 
En 2002, elle explique s'être engagée car cette maladie « prive les femmes non seulement de leur propre vie mais brise également leurs familles ce qui inclut d’innombrables enfants. ».
L'actrice est aussi membre du conseil d'administration de la Coalition créative de défense des arts. En 2009, elle intervient lors d'une réunion sur scène, à New York, aux côtés de la secrétaire sociale de la Maison-Blanche, Desiree Rogers, pour discuter des moyens afin de promouvoir la créativité cinématographique américaine.
Elle soutient également la communauté LGBT et défend le mariage pour tous. Elle défend également le Planned Parenthood et participe à la célébration du 90e anniversaire de l'organisation, en 2006. Elle déclarera : « qu'il est difficile d'imaginer où nous serions dans ce pays aujourd'hui, si Margaret Sanger n'avait pas fondé cette première clinique à New York, il y a 90 ans»,.
En Mars 2022, elle participe à une vaste campagne de collecte des fonds et de sensibilisation du public par rapport aux conséquences de la guerre sur la population ukrainienne.

## Filmographie

### Actrice

#### Cinéma

##### Films
- 1981 : Fanatique (The Fan) de Ed Bianchi : Saleswoman in Record Store
- 1985 : Almost You de Adam Brooks : Susan McCall
- 1986 : Quand la rivière devient noire (Where the River Runs Black) de Christopher Cain : Sœur Ana
- 1988 : Masquerade de Bob Swaim : Anne Briscoe
- 1988 : Patty Hearst de Paul Schrader : Gelina
- 1988 : Pleine lune sur Parador (Moon over Parador), de Paul Mazursky : Jenny
- 1992 : Light Sleeper de Paul Schrader : Marianne Jost
- 1992 : Fais comme chez toi ! (House Sitter) de Frank Oz : Becky Metcalf
- 1993 : Tombstone de George Cosmatos : Josephine Marcus
- 1994 : Exit to Eden de Garry Marshall : Lisa Emerson
- 1995 : Live Nude Girls de Julianna Lavin : Jill
- 1996 : L'Envolée sauvage (Fly Away Home) de Carroll Ballard : Susan Barnes
- 1998 : Cursus fatal (Dead Man's Curve) de Dan Rosen : Dr Ashley
- 1998 : Éveil à la vie (Wide Awake) de M. Night Shyamalan : Mme Beal
- 1999 : The Outfitters de Reverge Anselmo : Cat Fonifam
- 2000 : L'Ombre de la séduction (The Right Temptation) de Lyndon Chubbuck : Anthea Farrow-Smith
- 2002 : Mother Ghost de Rich Thorne : Karen Bennett
- 2003 : Le Pilote (Spin) de James Redford : Margaret
- 2005 : Getting to Know You de Liz Lachman (court métrage) : Maria
- 2007 : Route 30 (en) de John Putch : Amish Martha
- 2008 : A Beautiful Life (en) de Alejandro Chomski : Anne
- 2008 : Flying Lessons de Janet Grillo (court métrage) : Jeanne
- 2009 : Multiple Sarcasms de Brooks Branch : Annie
- 2010 : Drunkboat de Bob Meyer : Eileen
- 2010 : Camp Hell de George VanBuskirk : Patricia Leary
- 2012 : Unités d'élite de Jessy Terrero : Lydia Vecchio
- 2017 : Le mariage de mon ex (Litteraly, Right Before Aaron) de Ryan Eggold : Wendy
- 2024 : The Union de Julian Farino
- 2026 : The Basics of Philosophy de Paul Schrader

#### Films d'animation
- 1993 : Batman contre le fantôme masqué de Eric Radomski et Bruce Timm : Andrea Beaumont
- 2006 : Superman contre Brainiac de Curt Geda : Lois Lane
- 2012 : Firebreather de Peter Chung (téléfilm) : Margaret Rosenblatt
- 2013 : La Ligue des justiciers : Le Paradoxe Flashpoint de Jay Oliva : Lois Lane

#### Télévision

##### Téléfilms
- 1984 : The Streets de Gary Sherman : Jeannie
- 1984 : Deux garçons et une fille (Threesome) de Lou Antonio : Laura Shaper
- 1986 : A Winner Never Quits (en) de Mel Damski : Nora
- 1986 : Liberty de Richard C. Sarafian : Moya Trevor
- 1990 : Fidèle à sa promesse (A Promise to Keep) de Rod Holcomb : Jane Goodrich
- 1993 : Donato and Daughter de Rod Holcomb : Lt. Dena Donato
- 1994 : L'ennemi est parmi nous (The Enemy Within) de Jonathan Darby : Betsy Corcoran
- 1994 : Texan de Treat Williams : Anne Williams
- 1995 : Choices of the Heart: The Margaret Sanger Story de Paul Shapiro : Margaret Sanger
- 1996 : Au-delà des maux (For Hope) de Bob Saget : Hope Altman
- 1997 : Sœurs de cœur (True Women) de Karen Arthur : Sarah McClure
- 1998 : The Patron Saint of Liars de Stephen Gyllenhaal : Rose Cleardon Abbott
- 1998 : Rescuers: Stories of Courage: Two Couples de Tim Hunter et Lynne Littman : Johtje Vos
- 1999 : Sirens (en)de John Sacret Young : Sally Rawlings
- 1999 : Résurrection de Stephen Gyllenhaal : Clare Miller
- 1999 : Amours et rock'n'roll de Mike Robe : Elaine Gunn
- 2001 : Tentative de meurtre (en) (Final Jeopardy) de Nick Gomez : Alexandra Cooper
- 2002 : Conviction (en) de Kevin Rodney Sullivan : Martha
- 2003 : Souvenirs perdus (en) (A Time to Remember) de John Putch: Britt Calhoun
- 2004 : Mon enfant à tout prix (Baby for Sale) de Peter Svatek : Nathalie Johnson

##### Séries télévisées
- 1978 : Ryan's Hope : Patron du bar de Ryan (épisode 862, non créditée)
- 1980 : Love of Life (en) : Amy Russell (épisode 7316)
- 1981 : As the World Turns : Hayley Wilson Hollister (1 épisode)
- 1985 : Clair de lune (Moonlighting) : Jillian Armstrong (saison 2, épisode 6)
- 1986-1987 : Magnum : Cynthia Farrell (saison 7, épisodes 1 et 18)
- 1988 : Sweet Surrender : Georgia Holden (saison 1, 6 épisodes)
- 1988 : Génération Pub (Thirtysomething) : Eve (saison 1, épisode 10)
- 1988-1991 : China Beach : Nurse Colleen McMurphy (rôle principal - 61 épisodes)
- 1992 : Cheers : Susan Metheny (saison 11, épisode 11)
- 1992-1997 : The Larry Sanders Show : Elle-même (saison 1, épisode 2 / saison 2, épisode 2 / saison 5, épisode 10)
- 1993 : Wild Palms : Grace Wyckoff (saison 1, épisodes 1, 2, 3, 4 et 5)
- 1995 : Fallen Angels : Helen Fiske (saison 2, épisode 4)
- 1997 : Jeux d'espions (Spy Game) : Honey Trapp (saison 1, épisode 9)
- 2001 : Associées pour la loi : Mary Sullivan (saison 2, épisode 18)
- 2001-2002 : Pasadena : Catherine McAllister (saison 1, 13 épisodes)
- 2002 : Hôpital San Francisco : Dr Rae Brennan (saison 1, 14 épisodes)
- 2004 : New York, unité spéciale : Carolyn Spencer (saison 6, épisode 3)
- 2004 : Boston Justice : Samantha Fleming (saison 1, épisode 6)
- 2005 : Kojak : Kate McNeill (saison 1, épisodes 8 et 9)
- 2005-2006 : Related : Francesca Sorelli (saison 1, épisodes 7 et 18)
- 2006 : The L Word : Sénatrice Barbara Grisham (saison 3, épisode 4)
- 2006 : Battlestar Galactica : Sesha Abinell (saison 2, épisode 16)
- 2006-2007 : Kidnapped : Ellie Cain (rôle principal - saison 1, 13 épisodes)
- 2007-2010: Desperate Housewives : Katherine Mayfair (rôle principal, puis, invitée - 64 épisodes)
- 2010 : Castle : Jordan Shaw (saison 2, épisodes 17 et 18)
- 2012 : Desperate Housewives : Katherine Mayfair (saison 8, épisode 22)
- 2011-2013 : Body of Proof : Megan Hunt (rôle principal - 42 épisodes)
- 2015 : The Comedians : Julie Crystal (saison 1, épisodes 2, 5, 7, 12 et 13)
- 2015 : Une chance de trop : Loraine Tansmore (mini-série française - saison 1, épisode 6)
- 2014-2017 : Hand of God : Crytal Harris (20 épisodes)
- 2018 : Bull : Sylvia Banner (saison 2, épisode 18)
- 2019 : The Code : Colonel Glenn Turnbull (rôle principal - 12 épisodes)
- 2019 : The American Guest : Edith Roosevelt (mini-série)
- 2022 : Tulsa King : Margaret

#### Séries d'animation
- 1996 : Wing Commander Academy : Gwen 'Archer' Bowman (13 épisodes)
- 1997 : Duckman: Private Dick/Family Man : Dr Susan Fox (saison 4, épisode 7)
- 1999 : Men in Black: The Series : rôle non communiqué (saison 3, épisode 3)
- 1996-2000 : Superman, l'Ange de Metropolis : Lois Lane
- 2003 : La Ligue des justiciers : Lois Lane (5 épisodes)
- 2004 - 2005 : Justice League Unlimited : Lois Lane (4 épisodes)
- 2007 : Batman : Lois Lane (2 épisodes)
- 2010 : Batman : L'Alliance des héros : Vilsi Vaylar (saison 2, épisode 9)

### Productrice
- 2001 : Tentative de meurtre de Nick Gomez (téléfilm) : productrice exécutive
- 2003 : Maison à louer pour cœur à prendre de Arvin Brown (téléfilm) : co productrice exécutive
- 2012 : Reality Check de Connor Crosby (court métrage) : productrice exécutive

### Jeux vidéo
- 1999 : Superman : Lois Lane
- 2002 : Superman: Shadow of Apokolips : Lois Lane

## Distinctions

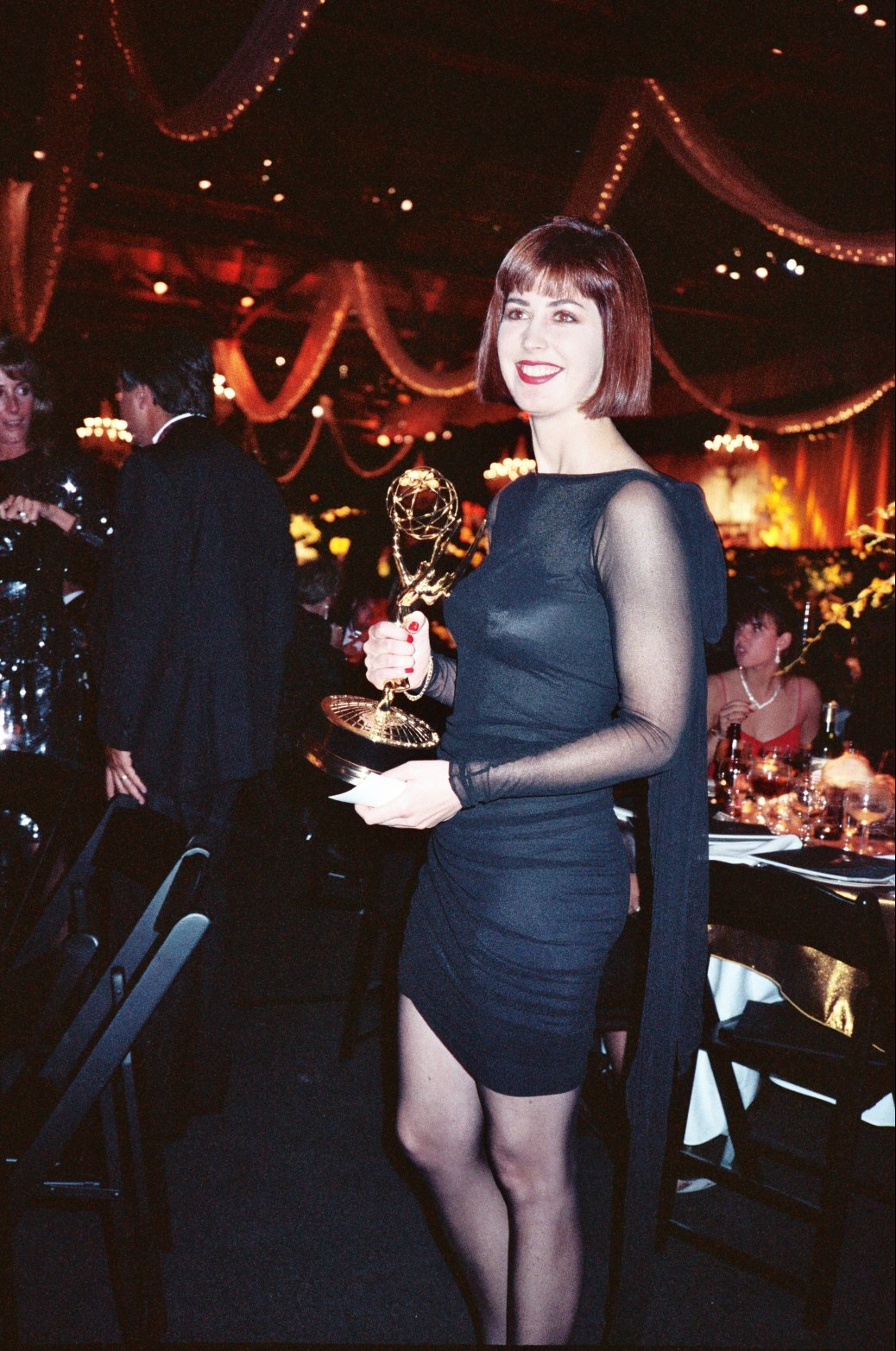
L'actrice décroche son premier prix, le Primetime Emmy Award de la meilleure actrice dans une série télévisée dramatique, en 1989.

Sauf indication contraire ou complémentaire, les informations mentionnées dans cette section proviennent de la base de données IMDb.

### Récompenses
- Primetime Emmy Awards 1989 : Meilleure actrice dans une série télévisée dramatique pour China Beach
- Viewers for Quality Television Awards (Q Award) 1989 : Meilleure actrice dans une série télévisée dramatique pour China Beach
- Viewers for Quality Television Awards (Q Award) 1990 : Meilleure actrice dans une série télévisée dramatique pourChina Beach
- Viewers for Quality Television Awards (Q Award) 1991 : Meilleure actrice dans une série télévisée dramatique pour China Beach
- Primetime Emmy Awards 1992 : Meilleure actrice dans une série télévisée dramatique pour China Beach
- Lone Star Film & Television Awards 1998 : Meilleure actrice de télévision pour Sœurs de cœur
- Prism Awards 2009 : Meilleure actrice dans une série télévisée comique pour Desperate Housewives

### Nominations
- 47e cérémonie des Golden Globes 1990 : Meilleure actrice dans une série télévisée dramatique pour China Beach
- Primetime Emmy Awards 1990 : Meilleure actrice dans une série télévisée dramatique pour China Beach
- 48e cérémonie des Golden Globes 1991 : Meilleure actrice dans une série télévisée dramatique pour China Beach
- Primetime Emmy Awards 1991 : Meilleure actrice dans une série télévisée dramatique pour China Beach
- Primetime Emmy Awards 2001 : Meilleure actrice invitée dans une série télévisée dramatique pour Associées pour la loi
- Emmy Awards 2007 : Meilleure programme historique pour Vietnam Nurses with Dana Delany
- Gold Derby Awards 2008 : Meilleure actrice dans un second rôle dans une série télévisée comique pour Desperate Housewives
- Screen Actors Guild Awards 2008 : meilleure distribution pour une série télévisée comique dans Desperate Housewives
- Screen Actors Guild Awards 2009 : meilleure distribution pour une série télévisée comique dans Desperate Housewives

## Voix francophones
En version française, Dana Delany est doublée par plusieurs comédiennes entre 1988 et 2000. Ainsi, elle est successivement doublée par Céline Monsarrat dans Patty Hearst, Dominique Westberg dans Wild Palms, Nathalie Régnier dans Exit to Eden, Françoise Vallon dans L'Envolée sauvage , Déborah Perret dans Cursus Fatal et Brigitte Virtudes dans L'Ombre de la séduction
Depuis 2001, Marine Jolivet est sa voix dans la quasi-totalité de ses apparitions, dont Pasadena, Hôpital San Francisco, Kidnapped, Desperate Housewives, Unités d'élite, Body of Proof ou encore Hand of God. En parallèle, elle est doublée par Frédérique Tirmont dans Mon enfant à tout prix, Dorothée Jemma dans Boston Justice, Anne Rondeleux dans Tulsa King et Marie Giraudon dans Mayans MC.